# Milan Jovanović (handball)
Pour les articles homonymes, voir Milan Jovanović.
Milan Jovanović, né le 24 janvier 1998 à Vrbas, est un handballeur professionnel international serbe. Il mesure 1,96 m et pèse 94 kg. Il joue au poste d'arrière gauche pour le club du Fenix Toulouse depuis la saison 2018-2019. 

## Palmarès

### En club
- Vainqueur du Championnat de Serbie (3) : 2016, 2017, 2018, 2019

### En équipe nationale
- 12e place au Championnat d'Europe 2018